# Moritz Balthasar Borkhausen
Moritz (Moriz) Balthasar Borkhausen (Gießen, 3 december 1760 - Darmstadt, 30 november 1806) was een Duits natuuronderzoeker, entomoloog, botanicus en bosbouwdeskundige.
Hij volgde zijn opleiding in Giessen, en in 1796 begon het werk als opzichter bij het bosbouw kantoor in Darmstadt. In 1800 bereikte hij de titel van Kammerrat, gevolgd door een rol als adviseur bij het Oberforsthaus Collegium in 1804. 
Borkhausen werkte mee aan het werk Teutsche Ornithologie oder Naturgeschichte aller Vögel Teutschlands in naturgetreuen Abbildungen und Beschreibungen van Johann Conrad Susemihl. 
Als botanicus, was hij de taxonomische auteur van de Alliaceae en Asclepiadaceae en auteur van talrijke plantengeslachten en -soorten.

## Werken
- Naturgeschichte der europäischen Schmetterlinge (1788–94).
- Versuch einer Erklärung der zoologischen Terminologie (1790).
- Versuch einer forstbotanischen Beschreibung der in Hessen - Darmstädter Landen im Freien wachsenden Holzarten (1790).
- Tentamen dispositionis plantarum Germaniae seminiferarum secundum novum methodum a staminum situ et proportione (1792).
- Botanisches Wörterbuch (1797).
- Theoretisch - praktisches Handbuch der Forstbotanik und Forsttechnologie (1800-1803).
- Deutsche Ornithologie oder Naturgeschichte aller Vögel Deutschlands (1810).

- Author citation (botany): Borkh.
- Gemeinsame Normdatei: 117621218
- International Standard Name Identifier: 0000 0000 8134 3654
- Library of Congress Control Number: no2011195461
- Nationale Bibliotheek van Tsjechië: mzk2009528322
- Nationale Bibliotheek van Polen: a0000001851225
- Nederlandse Thesaurus van Auteursnamen: 204330599
- Système universitaire de documentation: 149700113
- Museum of New Zealand Te Papa Tongarewa: 52505
- Virtual International Authority File: 54930410
- WorldCat: E39PBJdRtDV77Fr7BjRdFJkdQq